# Club sportif La Sagesse
Le Club Sportif La Sagesse (ou Hekmeh) est un club omnisports libanais.

## Histoire

Ancien logo ?-2019

Ancien logo 2019-2024

Le local du club se situe dans le quartier de Achrafieh à Beyrouth. Le club, ainsi que le collège de la Sagesse, appartiennent à l'archevêché maronite de Beyrouth.
Le Club Sagesse a été fondé en 1943. En 1944, l'équipe de football rentre en première division libanaise, mais est reléguée en deuxième division à la suite de problèmes avec la Fédération libanaise de football. En 1948, le club remporte la division et remonte en D1.
La section basket-ball du Club Sagesse a été créée après la guerre en 1992. L'équipe est devenue la représentante du Liban dans les différentes compétitions internationales de clubs. Jusqu'en 2006, Sagesse possédait dans son équipe le meilleur arrière d'Asie, le Libanais Fady El Khatib, qui a marqué 27 pts/match la saison 2005-2006. Les derbys opposants le club de Sagesse au Sporting sont toujours un grand moment au Liban.

## Sections
- basket-ball : voir articles : Club Sportif La Sagesse (basket-ball)
- football : voir article : Club Sportif La Sagesse (football)